# Netto (Deense supermarkt)

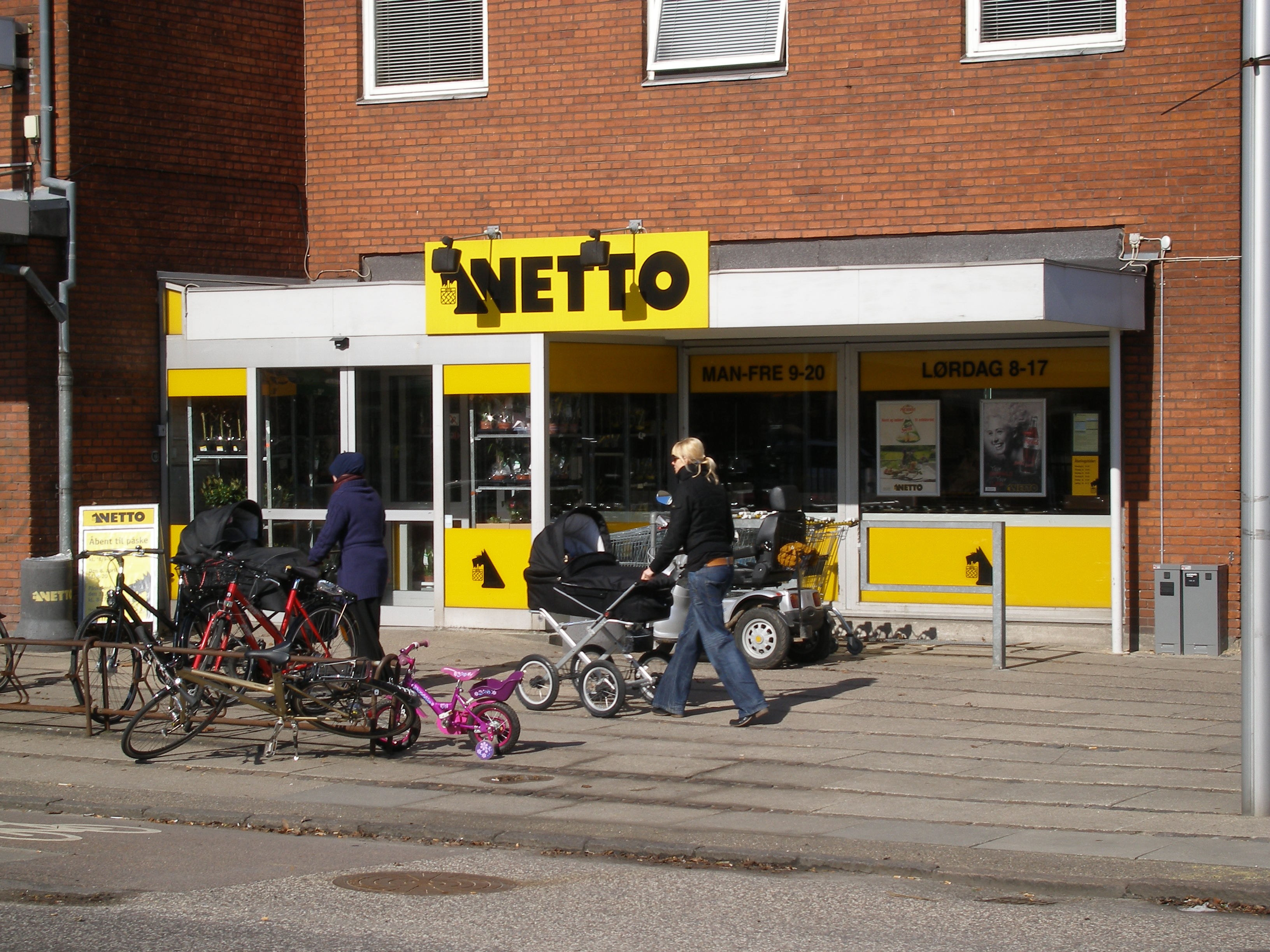
Een Netto in Glostrup in 2009

Netto is een Deense supermarktketen, opgericht in 1981 en behorend tot Dansk Supermarked Gruppen. Netto is de grootste discountsupermarktketen van Denemarken. Netto stelt anno 2015 circa 32.000 mensen tewerk in Denemarken en ongeveer 10.000 in andere landen. Het logo van de keten is een hond met een winkelmandje in zijn bek.
Netto is de grootste discounter van Denemarken en had in januari 2011 415 filialen in heel Denemarken, en daarnaast 321 in Duitsland, 194 in Engeland, 212 in Polen en 127 in Zweden. De filialen in Engeland en Wales werden op 27 mei 2010 aan Asda verkocht. Eind 2014 keerde de keten echter terug naar de Britse markt.

## Geschiedenis
Netto ontstond in 1981 op de Godthåbsvej in Kopenhagen, als reactie op de intrede van Aldi op de Deense markt. In 1990 breidde Netto naar Duitsland en Engeland uit, en nam in 1995 de ED-winkels van Carrefour over. Vanaf 1990 werd ook een Duitse afdeling van Netto opgericht, als dochteronderneming van Dansk Supermarked met hoofdzetel te Stavenhagen. In 1992 ging deze een joint venture met de Duitse tak van Spar aan, met de dagelijkse leiding in handen van de A.P. Møller-Mærsk Group.
In 2005 verkocht hoofdaandeelhouder Les Mousquetaires-ITM Entreprises S.A. zijn Spar-aandelen aan de Edeka-groep, die zelf ook een keten genaamd Netto bezit. Na onderhandelingen tussen Edeka en het Deense Netto werd overeengekomen dat 25% van het Deense Netto in handen van Edeka kwam, de overige 75% echter bij Dansk Supermarked zouden blijven. Beide partners gebruiken desalniettemin gezamenlijke inkoopkanalen, teneinde de kosten te drukken.
95% van het assortiment van Netto bestaat uit voedingswaren. De keten heeft zich in Duitsland van noord naar zuid uitgebreid, met het grootste aantal filialen in Mecklenburg-Voor-Pommeren en Sleeswijk-Holstein. Alleszins kwam de groep door haar uitbreiding richting zuiden in conflict met het Duitse Netto: het Duitse Netto nam een aantal Kondi-supermarkten over, hetgeen een overeenkomst tussen beide Nettoʼs schond. De overname van Plus door de Duitse Netto-keten vormde een aanleiding voor het Deense Netto om verder in het noorden van Duitsland extra intensief uit te breiden. Op 11 augustus 2010 werd de eerste Deense Netto in Hamburg geopend. Sind 2 november 2009 is Morten Møberg Nielsen algemeen directeur van Netto.
In Denemarken zelf bedrijft Netto sedert 1996 een dochterketen onder de naam døgnNetto. Deze winkels hebben een beperkter aanbod en geen vaste kortingsartikelen, maar zijn de hele week geopend van 8.00 tot 22.00. Er zijn 34 filialen in Groot-Kopenhagen, 2 in Køge en 1 in respectievelijk Helsingør en Solrød Strand.
Voorts heeft Netto plannen om naar Oekraïne uit te breiden, die echter door de economische crisis vooralsnog in de ijskast zijn gezet.